# Eugnamptobius subcoeruleifrons
Eugnamptobius subcoeruleifrons is een keversoort uit de familie Rhynchitidae. De wetenschappelijke naam van de soort is voor het eerst geldig gepubliceerd in 1941 door Voss.